# Nižná Olšava
Nižná Olšava és un poble i municipi d'Eslovàquia. Es troba a la regió de Prešov, al nord del país.

## Història
La primera referència escrita de la vila data del 1390.

## Demografia
| Godina             | 1994 | 2004   | 2014   | 2024   |
| ------------------ | ---- | ------ | ------ | ------ |
| Nombre de persones | 387  | 397    | 429    | 431    |
| Diferència         |      | +2,58% | +8,06% | +0,46% |

| Godina             | 2023 | 2024   |
| ------------------ | ---- | ------ |
| Nombre de persones | 425  | 431    |
| Diferència         |      | +1,41% |